# Кореб (из Аргоса)
Кореб (др.-греч. Κόροιϐος) — персонаж древнегреческой мифологии. Происходил либо из Мегар, либо из Аргоса, либо из Элиды. В этом случае мифический победитель чудовища отождествляется с первым олимпийским победителем Коребом из Элиды.
Убил чудовище Пэну, которую Аполлон наслал на Аргос. Тогда аргивян стала мучить заразная болезнь. Кореб отправился в Дельфы, Пифия дала ему треножник. На горе Герании близ Мегар треножник выскользнул у него из рук и Кореб основал поселок Триподиски. Могила Кореба — на площади Мегар. Его изображения — самые древние у эллинов из мрамора.
Либо это древний аргосский герой, которого упоминает Стаций.